# CS Minaur Baia Mare
CS Minaur Baia Mare är ett rumänskt damhandbollslag i Baia Mare, Maramureș, som spelar i den nationella ligan (Liga Națională) och EHF European League, tidigare känd som EHF-cupen. HCM Baia Mare grundad 1960 gick i konkurs 2015/2016 och återuppstod som CS Minaur Baia Mare.

## Klubbnamn
Tidigare klubbnamn enligt EHF:
- 2002/03: HC Selmont Baia Mare
- 2007/08: HCM Baia Mare
- 2009/10: HCM Stiinta Baia Mare
- Konkurs 2015: ny klubb
- 2020/21: CS Minaur Baia Mare

Minaur hänvisar till guldgruvorna i Baia Mare, som var viktiga för områdets historia och också är ett stort miljöproblem.

## Spelare i urval
- Lois Abbingh (2014–2016)
- Valentina Ardean-Elisei (2014–2016)
- Linn Blohm (2020–2021)
- Camilla Herrem (2014–2015)
- Filippa Idéhn (2020–2021)
- Mikaela Mässing (2020–2021)
- Alexandra do Nascimento (2014–2016)
- Allison Pineau (2015–2016)